# Christina Magnuson

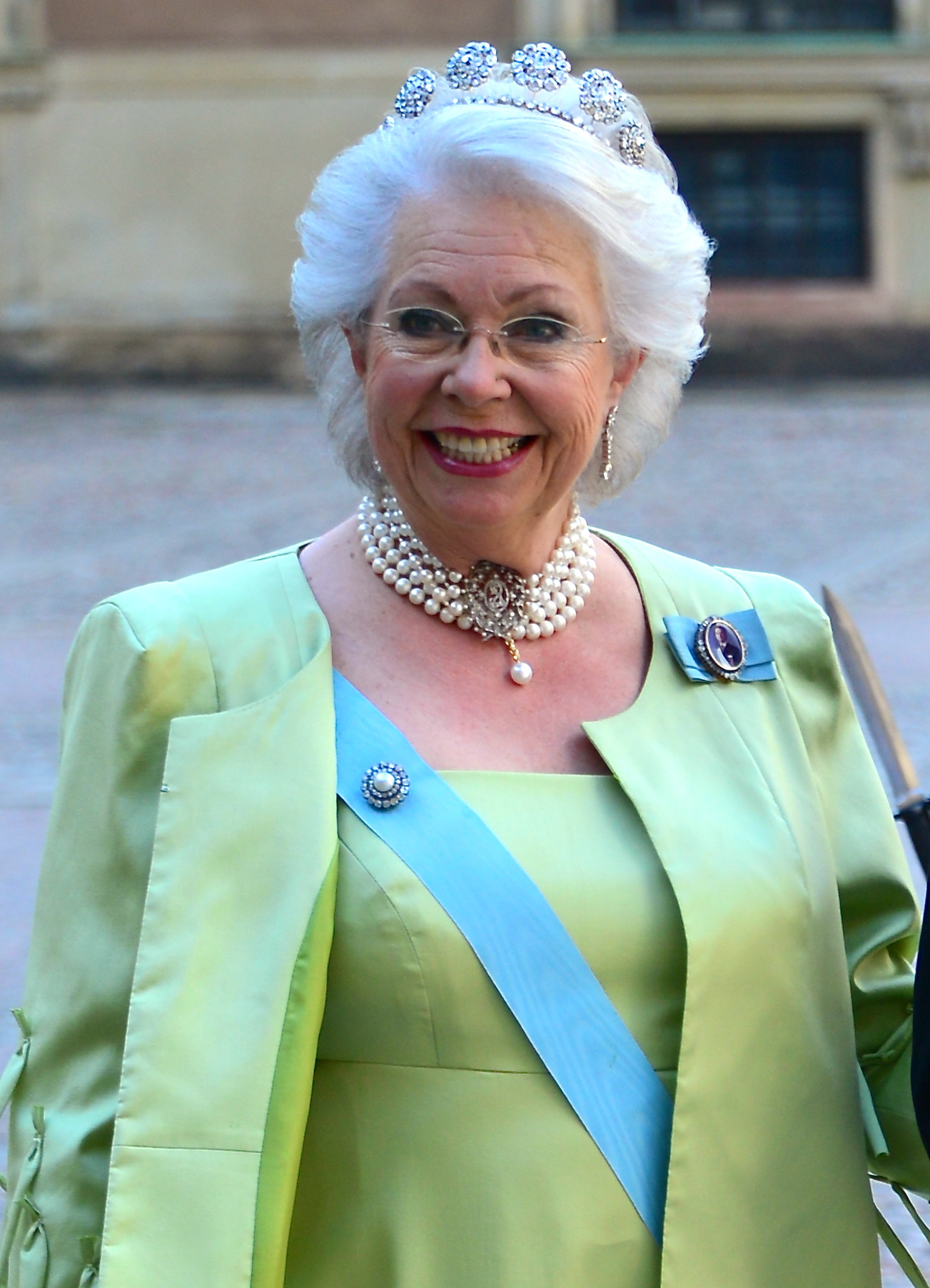
Prinzessin Christina (2013)

Prinzessin Christina Louise Helena, Frau Magnuson (* 3. August 1943 auf Schloss Haga, Gemeinde Solna) ist eine schwedische Prinzessin. Sie ist die jüngste Schwester des schwedischen Königs Carl XVI. Gustaf.

## Herkunft und Ausbildung

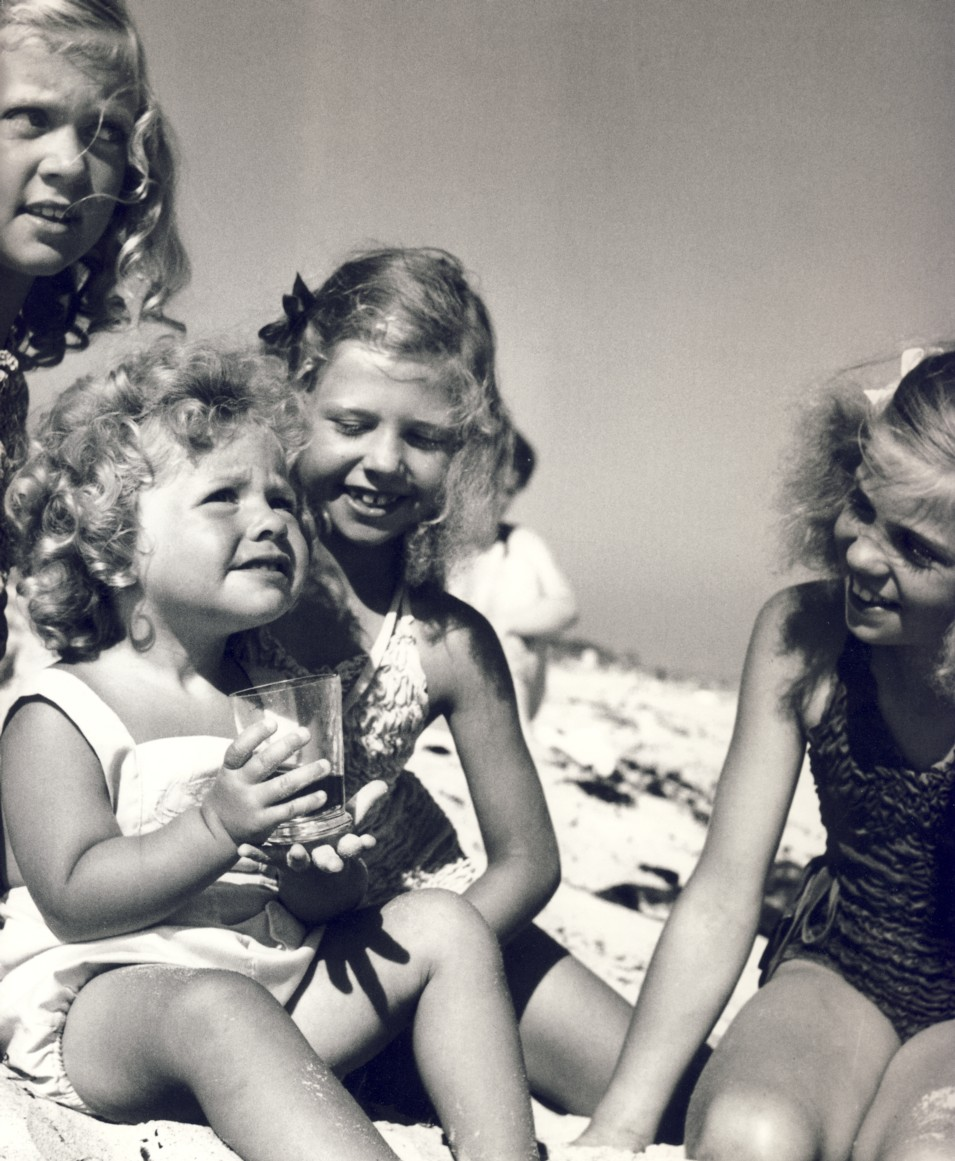
Prinzessin Christina (vorne) mit ihren Schwestern (1945)

Prinzessin Christina wurde als viertes Kind von Gustav Adolf Erbprinz von Schweden und dessen Frau Sibylla von Sachsen-Coburg und Gotha auf dem königlichen Familiensitz Schloss Haga außerhalb von Stockholm geboren. Ihre Großeltern väterlicherseits waren Gustav VI. Adolf von Schweden und Prinzessin Margaret of Connaught; ihre Großeltern mütterlicherseits waren Carl Eduard Herzog von Sachsen-Coburg und Gotha und seine Frau Viktoria Adelheid von Schleswig-Holstein-Sonderburg-Glücksburg. Margaretha wurde unter der Regentschaft ihres Urgroßvaters Gustav V. von Schweden geboren. Die dänische Königin Margrethe II. ist ihre Cousine ersten Grades. Als weibliche Nachkommin des Monarchen war sie gemäß der damals geltenden schwedischen Verfassung nicht zur Thronfolge berechtigt.
Christina wuchs auf Schloss Haga gemeinsam mit ihren drei älteren Schwestern Margaretha, Birgitta und Désirée auf. Sie waren als die „Haga-Prinzessinnen“ bekannt, führten ein öffentliches Leben und erhielten starke Beachtung durch die damaligen Zeitungsmedien.
Christina erhielt zunächst Privatunterricht auf Schloss Haga, später besuchte sie auch weiterführende Schulen. Christina ist die einzige der vier königlichen Prinzessinnen Schwedens, die eine höhere Schulbildung erhielt. Sie besuchte die École Française in Stockholm, die sie im Mai 1963 mit dem Baccalauréat abschloss. Sie studierte am Radcliffe College in Massachusetts, einem Frauencollege der Harvard University, in den Vereinigten Staaten und an der Universität Stockholm.

## Ehe und Kinder

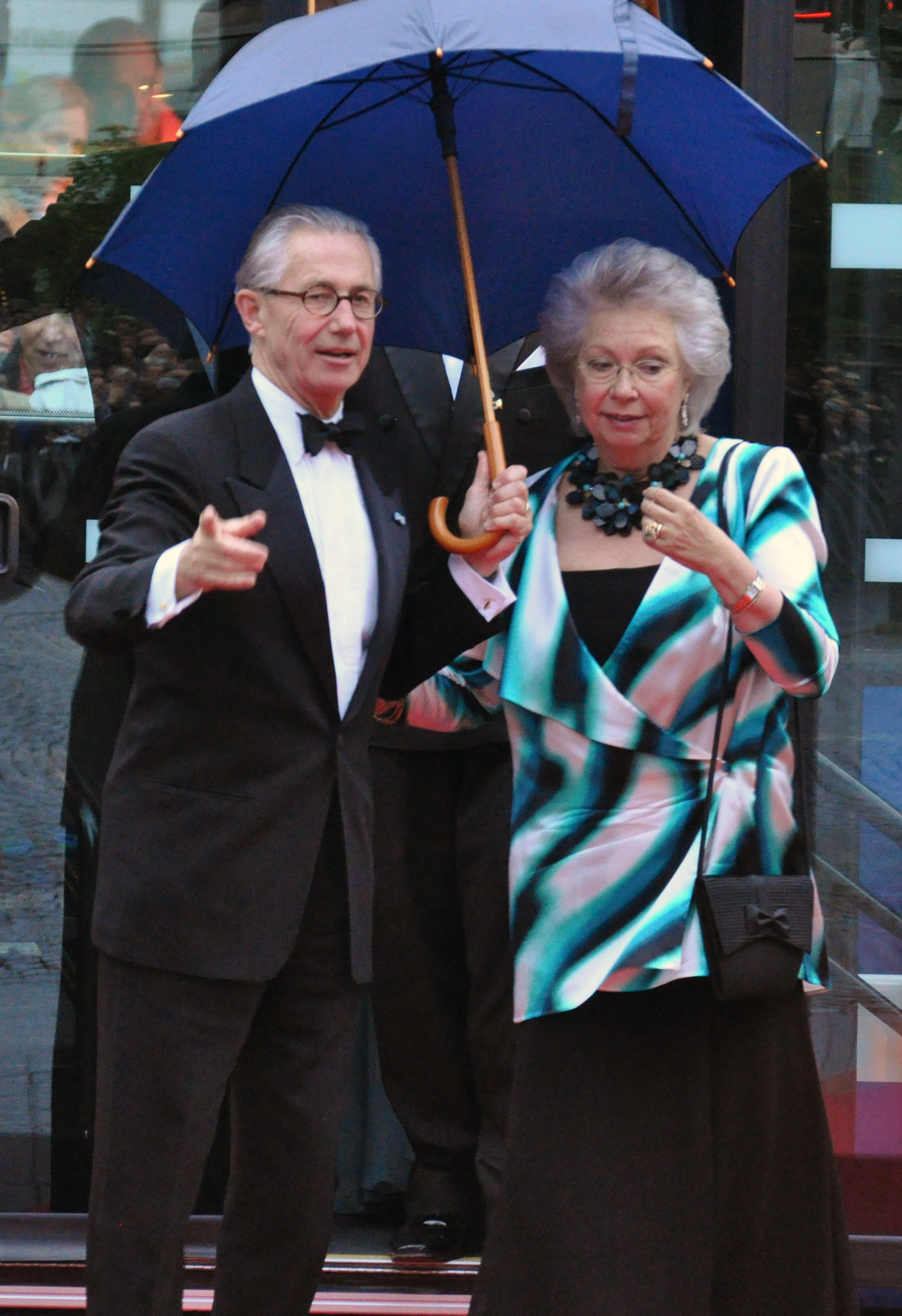
Tord Magnuson und Prinzessin Christina (2010)

1961 lernte sie bei einem Mittagessen in Stockholm ihren zukünftigen Ehemann Tord Gösta Magnuson (* Stockholm, 7. April 1941), den Sohn von Tord Lennart Magnuson und dessen Ehefrau Gerda Ingrid Klemming, kennen. Ihre Verlobung mit Magnuson wurde 1974 bekanntgegeben. Die Trauung fand am 15. Juni 1974 in der Königlichen Kapelle des Königspalastes in Stockholm statt. Prinzessin Christina trug das Connaught-Diadem, Teil der schwedischen Kronjuwelen, und ein Hochzeitskleid des Stockholmer Modehauses „Märtaskolan“, bei dem einst ihre Schwester Margaretha eine Ausbildung als Damenschneiderin und Näherin erhalten hatte.
Infolge ihrer nicht standesgemäßen Ehe verlor sie das Prädikat „Königliche Hoheit“, behielt aber als Schwester des Königs den Prinzessinnentitel. Ihre vollständige Anrede ist „Ihre Exzellenz, Prinzessin Christina, Frau Magnuson“, wobei die Anrede „Ihre Exzellenz“ von ihrer Mitgliedschaft und Auszeichnung als Ritter des dänischen Elefanten-Ordens herrührt.
Aus der Ehe gingen drei Söhne hervor:
- Carl Gustaf Victor Magnuson (* 8. August 1975 in Stockholm), Wirtschaftswissenschaftler und Ökonom; verheiratet seit 2013 mit Vicky Elisabeth Andrén (* 1983). Sie haben eine Tochter, Desirée Elfrida Christina (* 2014), deren Patentante  Kronprinzessin Victoria von Schweden ist. Gustaf Magnuson ist der Patenonkel von Prinzessin Madeleine von Schwedens jüngerem Sohn Prinz Nicolas.
- Tord Oscar Frederik Magnuson (* 20. Juni 1977 in Stockholm), ein Brillendesigner; verheiratet seit 2011 mit Emma Emelie Charlotta Ledent (* 1981). Oscar Magnuson ist Patenonkel von Kronprinzessin Victoria von Schwedens jüngerem Sohn Oscar von Schweden.
- Victor Edmund Lennart Magnuson (* 10. September 1980 in Stockholm), liiert mit Frida Louise Bergström (* 1980). Victor Magnuson ist Patenonkel von Prinz Carl Philips Sohn Alexander von Schweden.

Ende 2010 gab Prinzessin Christina bekannt, dass Anfang 2010 bei ihr eine Erkrankung an Brustkrebs festgestellt worden sei. Sie musste sich mehreren Operationen sowie einer Strahlentherapie und einer Chemotherapie unterziehen. Im Oktober 2016 wurde vom schwedischen Königshaus bekannt gegeben, dass Prinzessin Christina an Blutkrebs erkrankt sei; ob und welche Behandlungen der Erkrankung stattfinden, ist allerdings nicht bekannt.

## Repräsentative Aufgaben
Prinzessin Christina ist diejenige von den vier königlichen Prinzessinnen, die am meisten repräsentative Aufgaben wahrnahm und am meisten im Licht der Öffentlichkeit stand. Nach dem Tod ihrer Mutter Sybilla († 1972) übernahm sie bis zur Vermählung ihres Bruders Carl XVI. Gustaf als einzige königliche Prinzessin Schwedens zahlreiche Repräsentationsaufgaben und vertrat bei vielen Anlässen die Position der First Lady.
Sie ist aktives Mitglied der königlichen Familie Schwedens und vertritt die Königsfamilie bei offiziellen Anlässen; regelmäßig nimmt sie gemeinsam mit ihrem Gatten an der alljährlichen Zeremonie zur Verleihung der Nobelpreise teil.
Von 1993 bis 2002 war sie Präsidentin (Chairman) des Schwedischen Roten Kreuzes. Für ihre Verdienste als Präsidentin des Schwedischen Roten Kreuzes und als Mitglied der Ständigen Kommission der Rotkreuz- und Rothalbmond-Gesellschaften wurde sie 2005 mit der Henry-Dunant-Medaille ausgezeichnet.
Prinzessin Christina lebt gemeinsam mit ihrem Ehemann Tord Magnuson in Stockholm. Das Paar nimmt regelmäßig an öffentlichen Veranstaltungen in Stockholm und bei Familienfeierlichkeiten (Thronjubiläen, Hochzeiten, Beerdigungen) der schwedischen Königsfamilie teil. Sie war u. a. bei den Feierlichkeiten zum 60. Geburtstag ihres Bruders Carl XVI. Gustaf (2006), beim Gedenkgottesdienst zum 40-jährigen Thronjubiläum ihres Bruders Carl XVI. Gustaf (2013), bei der Hochzeit ihrer Nichte Kronprinzessin Victoria von Schweden mit Daniel Westling (2010), bei der Hochzeit ihrer Nichte Madeleine von Schweden (2013) und bei der Hochzeit ihres Neffen Carl Philip von Schweden (2015) anwesend.

## Ehrungen (Auswahl)
Nationale Ehrungen: 
- Schweden: Mitglied des Großkreuzes des Königlichen Seraphinerorden (1952) (LoK av KMO)[10][11]
- Schweden: Mitglied des Königlichen Familienordens von König Gustaf VI. Adolf[12]
- Schweden: Mitglied des Königlichen Familienordens von König Carl XVI. Gustaf[13]
- Schweden: Mitglied des Großkreuzes des Amaranten-Ordens
- Schweden: Mitglied des Großkreuzes des Innocence-Ordens (Innocenceorden)

Internationale Ehrungen:
- Dänemark: Rittergroßkreuz des Elefanten-Ordens[14] (1973)
- Deutschland: Großkreuz des Bundesverdienstkreuzes (2003)
- Frankreich: Kommandeur der Ehrenlegion (in Anerkennung ihrer Verdienste für das Rote Kreuz) (2004)
- Island: Großkreuz des Falkenordens (1985)
- Italien: Großkreuz des Verdienstordens der Italienischen Republik[15] (1998)
- Japan: Paulownia Damengroßkreuz des Ordens der Edlen Krone (2000)
- Norwegen: Großkreuz des Sankt-Olav-Ordens (1992)
- Portugal: Großkreuz des Christusordens (1991)

## Vorfahren
| Ahnentafel von Christina Magnuson | Ahnentafel von Christina Magnuson | Ahnentafel von Christina Magnuson | Ahnentafel von Christina Magnuson | Ahnentafel von Christina Magnuson | Ahnentafel von Christina Magnuson | Ahnentafel von Christina Magnuson | Ahnentafel von Christina Magnuson | Ahnentafel von Christina Magnuson |
| --------------------------------- | --- | --- | --- | --- | --- | --- | --- | --- |
| Ururgroßeltern                    | König Oskar II. (1829–1907) ⚭ 1857 Prinzessin Sophia von Nassau (1836–1913)                                                                | Großherzog Friedrich I. von Baden (1826–1907) ⚭ 1856 Prinzessin Luise von Preußen (1838–1923)                                              | Prinz Albert von Sachsen-Coburg und Gotha (1819–1861) ⚭ 1840 Königin Victoria von Großbritannien und Irland (1819–1901)                    | Prinz Friedrich Karl Nikolaus von Preußen (1828–1885) ⚭ 1854 Prinzessin Maria Anna von Anhalt-Dessau (1837–1906)                           | Prinz Albert von Sachsen-Coburg und Gotha (1819–1861) ⚭ 1840 Königin Victoria von Großbritannien und Irland (1819–1901)                                  | Fürst Georg Viktor zu Waldeck und Pyrmont (1831–1893) ⚭ 1853 Prinzessin Helene von Nassau-Weilburg (1831–1888)                                           | Herzog Friedrich von Schleswig-Holstein-Sonderburg-Glücksburg (1814–1885) ⚭ 1854 Prinzessin Adelheid Christine zu Schaumburg-Lippe (1821–1899)                                     | Herzog Friedrich VIII. von Schleswig-Holstein (1829–1880) ⚭ 1856 Prinzessin Adelheid Victoria zu Hohenlohe-Langenburg (1835–1900)                                                  |
| Urgroßeltern                      | König Gustav V. (1858–1950) ⚭ 1881 Prinzessin Viktoria von Baden (1862–1930)                                                               | König Gustav V. (1858–1950) ⚭ 1881 Prinzessin Viktoria von Baden (1862–1930)                                                               | Prinz Arthur, Duke of Connaught and Strathearn (1850–1942) ⚭ 1879 Prinzessin Luise Margareta von Preußen (1860–1917)                       | Prinz Arthur, Duke of Connaught and Strathearn (1850–1942) ⚭ 1879 Prinzessin Luise Margareta von Preußen (1860–1917)                       | Prinz Leopold, Duke of Albany (1853–1884) ⚭ 1882 Prinzessin Helene zu Waldeck und Pyrmont (1861–1922)                                                    | Prinz Leopold, Duke of Albany (1853–1884) ⚭ 1882 Prinzessin Helene zu Waldeck und Pyrmont (1861–1922)                                                    | Herzog Friedrich Ferdinand von Schleswig-Holstein-Sonderburg-Glücksburg (1855–1934) ⚭ 1885 Prinzessin Caroline Mathilde von Schleswig-Holstein-Sonderburg-Augustenburg (1860–1932) | Herzog Friedrich Ferdinand von Schleswig-Holstein-Sonderburg-Glücksburg (1855–1934) ⚭ 1885 Prinzessin Caroline Mathilde von Schleswig-Holstein-Sonderburg-Augustenburg (1860–1932) |
| Großeltern                        | König Gustav VI. Adolf (1882–1973) ⚭ 1905 Prinzessin Margaret of Connaught (1882–1920)                                                     | König Gustav VI. Adolf (1882–1973) ⚭ 1905 Prinzessin Margaret of Connaught (1882–1920)                                                     | König Gustav VI. Adolf (1882–1973) ⚭ 1905 Prinzessin Margaret of Connaught (1882–1920)                                                     | König Gustav VI. Adolf (1882–1973) ⚭ 1905 Prinzessin Margaret of Connaught (1882–1920)                                                     | Herzog Carl Eduard von Sachsen-Coburg und Gotha (1884–1954) ⚭ 1905 Prinzessin Viktoria Adelheid von Schleswig-Holstein-Sonderburg-Glücksburg (1885–1970) | Herzog Carl Eduard von Sachsen-Coburg und Gotha (1884–1954) ⚭ 1905 Prinzessin Viktoria Adelheid von Schleswig-Holstein-Sonderburg-Glücksburg (1885–1970) | Herzog Carl Eduard von Sachsen-Coburg und Gotha (1884–1954) ⚭ 1905 Prinzessin Viktoria Adelheid von Schleswig-Holstein-Sonderburg-Glücksburg (1885–1970)                           | Herzog Carl Eduard von Sachsen-Coburg und Gotha (1884–1954) ⚭ 1905 Prinzessin Viktoria Adelheid von Schleswig-Holstein-Sonderburg-Glücksburg (1885–1970)                           |
| Eltern                            | Gustav Adolf Erbprinz von Schweden, Herzog von Västerbotten (1906–1947) ⚭ 1932 Prinzessin Sibylla von Sachsen-Coburg und Gotha (1908–1972) | Gustav Adolf Erbprinz von Schweden, Herzog von Västerbotten (1906–1947) ⚭ 1932 Prinzessin Sibylla von Sachsen-Coburg und Gotha (1908–1972) | Gustav Adolf Erbprinz von Schweden, Herzog von Västerbotten (1906–1947) ⚭ 1932 Prinzessin Sibylla von Sachsen-Coburg und Gotha (1908–1972) | Gustav Adolf Erbprinz von Schweden, Herzog von Västerbotten (1906–1947) ⚭ 1932 Prinzessin Sibylla von Sachsen-Coburg und Gotha (1908–1972) | Gustav Adolf Erbprinz von Schweden, Herzog von Västerbotten (1906–1947) ⚭ 1932 Prinzessin Sibylla von Sachsen-Coburg und Gotha (1908–1972)               | Gustav Adolf Erbprinz von Schweden, Herzog von Västerbotten (1906–1947) ⚭ 1932 Prinzessin Sibylla von Sachsen-Coburg und Gotha (1908–1972)               | Gustav Adolf Erbprinz von Schweden, Herzog von Västerbotten (1906–1947) ⚭ 1932 Prinzessin Sibylla von Sachsen-Coburg und Gotha (1908–1972)                                         | Gustav Adolf Erbprinz von Schweden, Herzog von Västerbotten (1906–1947) ⚭ 1932 Prinzessin Sibylla von Sachsen-Coburg und Gotha (1908–1972)                                         |
| Christina Magnuson                | | | | | | | | |